# Roma Termini Station
Roma Termini (på italiensk Stazione Termini) er hovedbanegården i Rom, Italien.
Stationen har regelmæssige togforbindelser til alle større italienske byer samt daglige internationale afgange til München i Tyskland, Genova og Wien i Østrig. Med 33 perroner og over 150 millioner passagerer hvert år er Roma Termini blandt de travleste banegårde i Europa.